# Théophile-Rémy Frêne

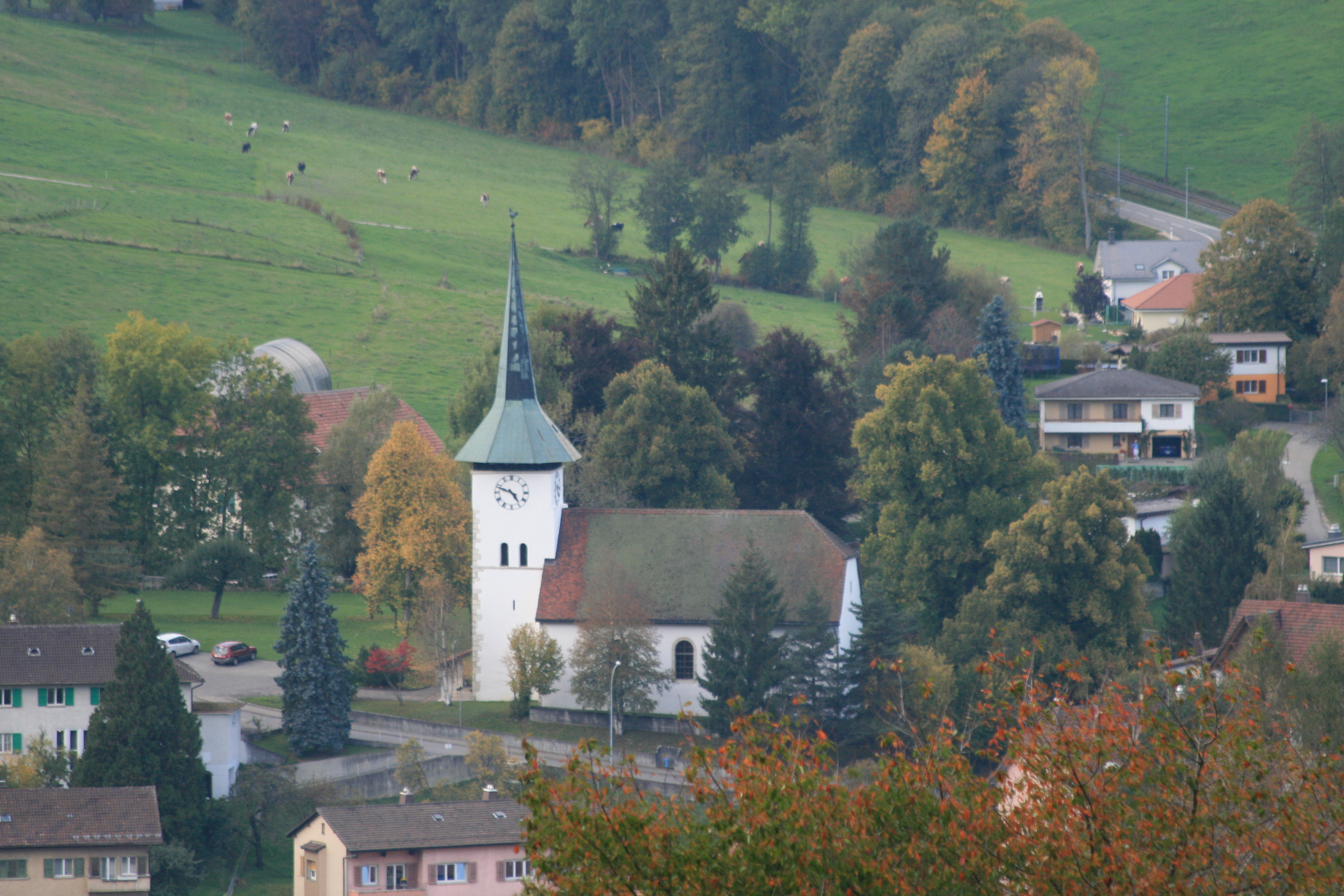
Gereformeerde kerk van Tavannes, kanton Bern

Théophile-Rémy Frêne (Orvin, 17 juni 1727 – Tavannes, 15 juni 1804) was een gereformeerd predikant en schrijver in Zwitserland. Hij was een Franstalig inwoner van het prinsbisdom Bazel in een streek die later genoemd werd Jura bernois; dit alles behoorde tot de heterogene Confederatie van de XIII kantons. 

## Levensloop
Nadat Frêne privaatonderwijs gevolgd had in Bazel, studeerde hij protestantse theologie aan de universiteit van Bern. In 1745 werd hij tot predikant benoemd. In Erguël, een heerlijkheid van het prinsbisdom Bazel, werd Frêne diaken in 1759. Vervolgens werd Frêne bevorderd tot dominee in Courtelary (1760) en in Tavannes-Chaindon (1763) waar hij bleef tot zijn dood. 
Frêne stond de Verlichtingsidealen genegen en stond open voor het katholicisme. Zo bezocht hij meerdere keren de abdij Bellelay, een abdij die een eigen heerlijkheid van de Roomse Kerk vormde in de Bernse Jura. 

## Werken
Frêne schreef een verhandeling tegen het rationalistisch filosofisch denken van Benedictus de Spinoza. Een andere verhandeling handelde over een weerlegging van Jean-Jacques Rousseaus Discours sur les sciences et les arts. Zowel Spinoza als Rousseau waren nochtans filosofen uit de Verlichting.
Daarnaast legde Frêne zich toe op de landbouwkunde, en dit met een boek getiteld Des Montagnes du Mont Jura. 
Hij vertaalde uit het Duits naar het Frans de Vollständige Geographie van Johannes Hübner (1668-1731). 
Ook op de geschiedenis van het prinsbisdom Bazel legde hij zich toe: zijn werk was getiteld Abrégé de l’histoire et de la statistique du ci-devant évêché de Bâle. Het was de eerste maal dat de geschiedenis van Bazel in het Frans geschreven werd. Charles-Ferdinand Morel publiceerde dit geschiedkundig werk. Ook gaf Morel een postuum werk van Frêne uit: Cléobule ou Pensées diverses d’un pasteur de campagne. Morel was gehuwd met Isabelle de Gélieu, een kleindochter van Frêne.
Ten slotte is Frêne bekend van zijn omvangrijke dagboeken die hij schreef. Hij begon ermee aan de leeftijd van 15 jaar en hield dit vol tot zijn dood. De dagboeken behoren tot het staatsarchief van het kanton Neuchâtel.
- Bibliothèque nationale de France: cb15748003v (data)
- Gemeinsame Normdatei: 120799391
- Historisch woordenboek van Zwitserland: 017641
- International Standard Name Identifier: 0000 0000 8023 1554
- Virtual International Authority File: 24931371
- WorldCat: E39PBJtcBqJqyw88cmJT8QhWDq